# Olielamp

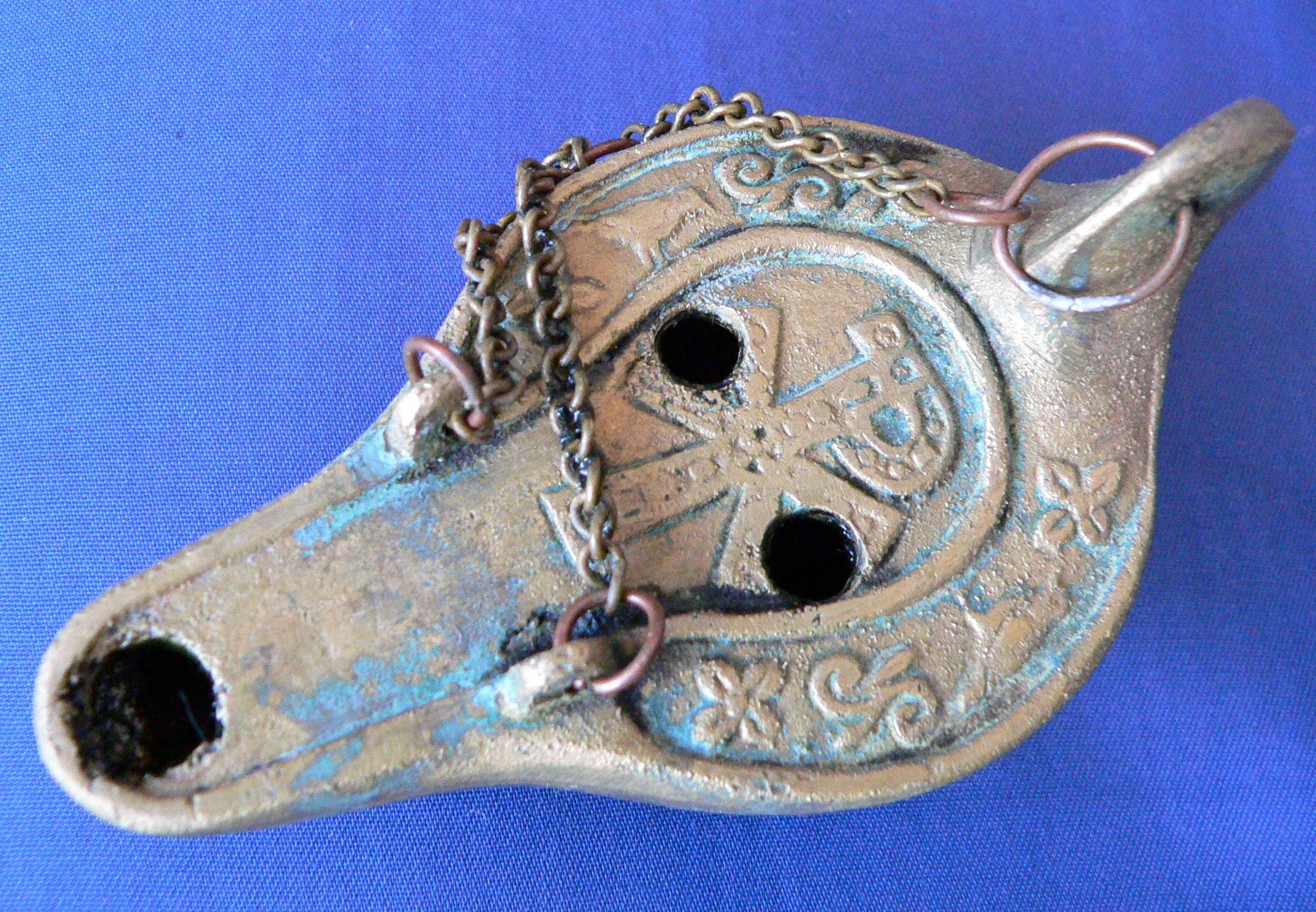
Moderne replica van een antieke olielamp met ketting en het christelijke symbool XP = Chr(istos) - bovenaanzicht

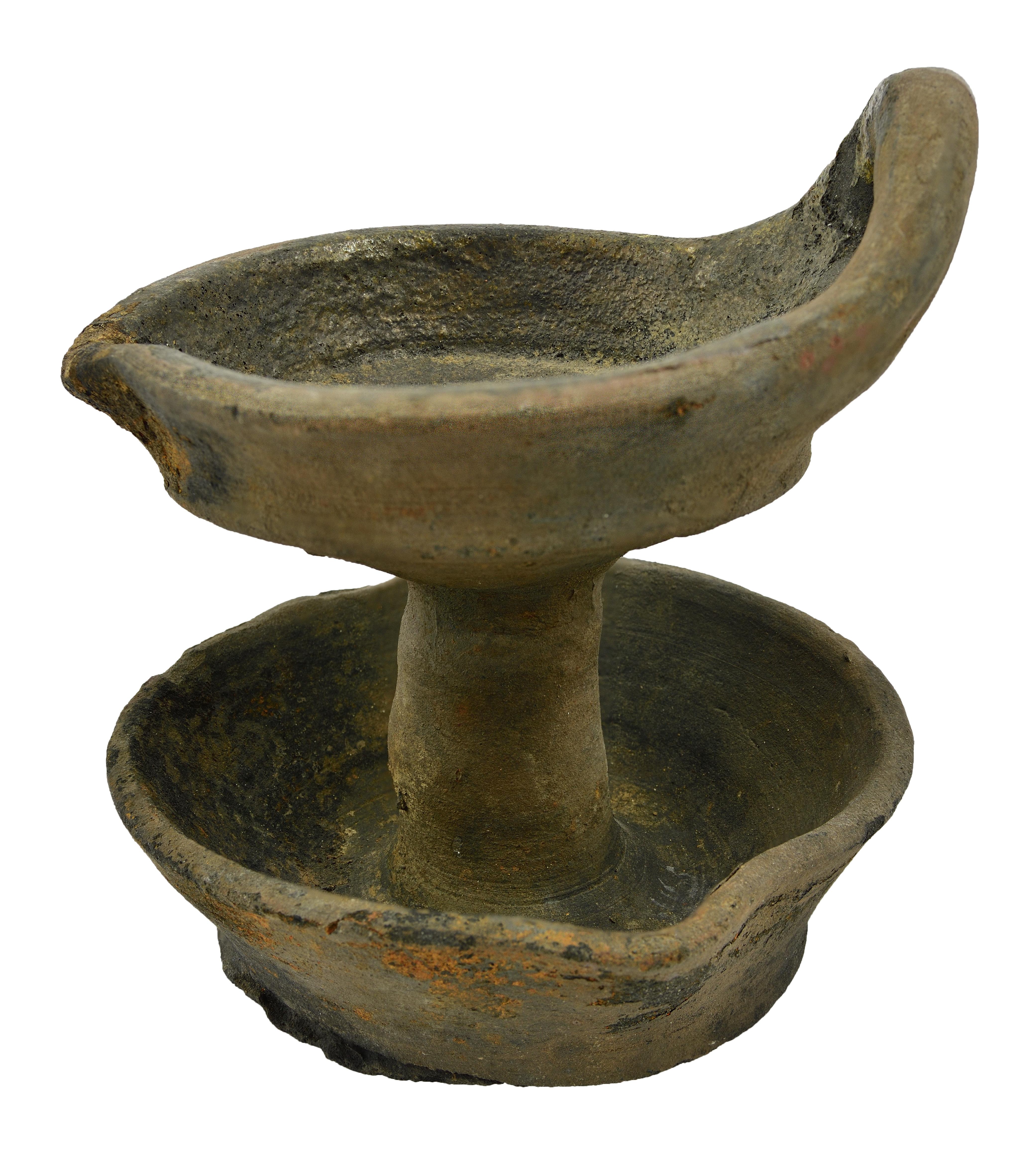
Olielamp in rood aardewerk, 16de eeuw. Archeologische vondst uit Brugge.

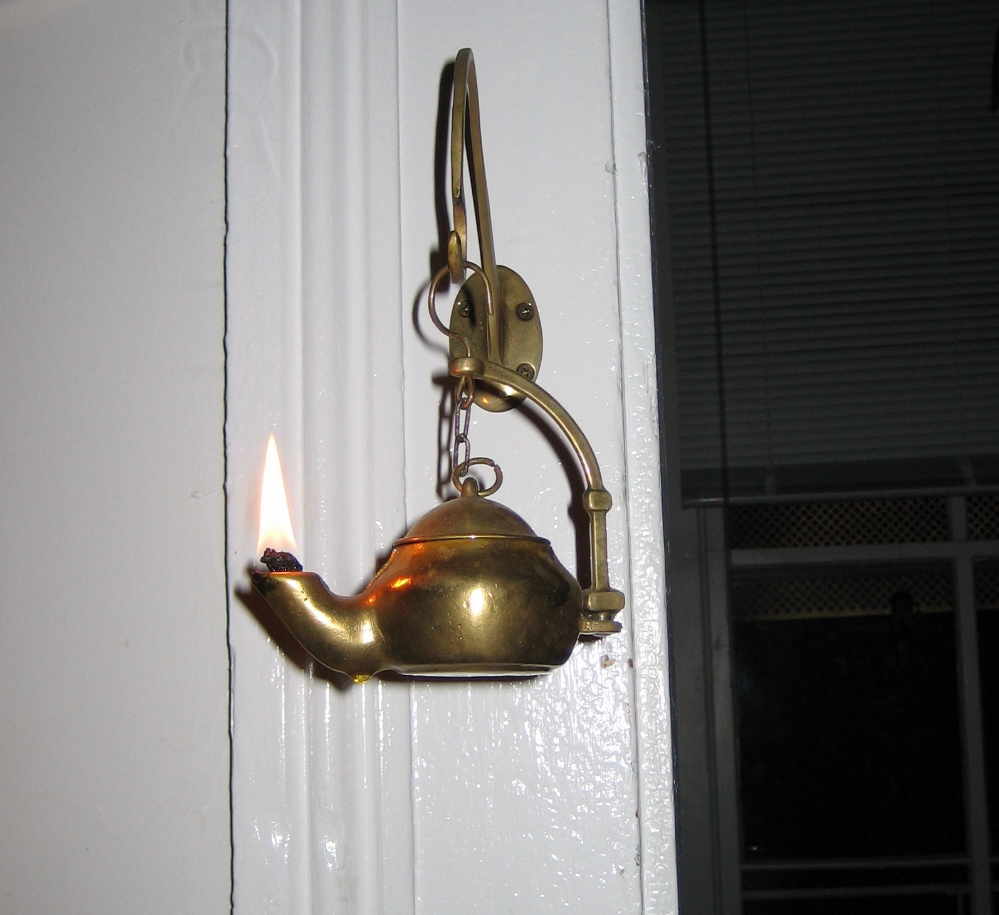
Brandende lamp, met olijfolie gestookt

Een olielamp is een soort kruikje met een daarin vloeibare brandstof en een pit, gebruikt voor verlichting of om een vlammetje te bewaren. De brandstof bestond uit dierlijk of plantaardig vet of minerale olie.
Als men het tegenwoordig over een olielamp heeft, wordt vaak de antieke aardewerken of metalen vorm bedoeld: de soort die men met z'n mouw zou kunnen opwrijven in de hoop een goede geest op te roepen zoals in het verhaal van Aladdin. Het schoonmaken en oppoetsen van de olielamp, "de lamp opwrijven", was vroeger een alledaags huishoudelijk karweitje. 
In het oude Griekenland en Rome werden olielampen gevoed met olijfolie, in het oude India met ghee, en in het oude Perzië met aardolie (dat daar als vanzelf uit de bodem omhoogkwam).
Het gebruik van olielampen was tot ver in de 19e eeuw wijdverbreid in de landen rond de Middellandse Zee. De lampen werden toen in grote aantallen geproduceerd, meestal van messing of brons, in een vorm die weinig verschilde van die van tweeduizend jaar eerder. In kleine plaatsen en landelijke gebieden werden ze zelfs tot in de 20e eeuw gebruikt. Het licht dat door een olielamp afgegeven wordt is helderder dan dat van een kaars, maar zwakker dan dat van een kerosinelamp.
Een late, maar belangrijke ontwikkeling in de techniek van de olielamp is de Argandse lamp geweest die rond 1783 werd geïntroduceerd en een zeer volledige verbranding met hoge lichtopbrengst en weinig roet mogelijk maakte.
In de negentiende eeuw was de snotneus populair, een koperen olielamp op een standaard met een lange tuit onder aan de voorkant.

## Zie ook

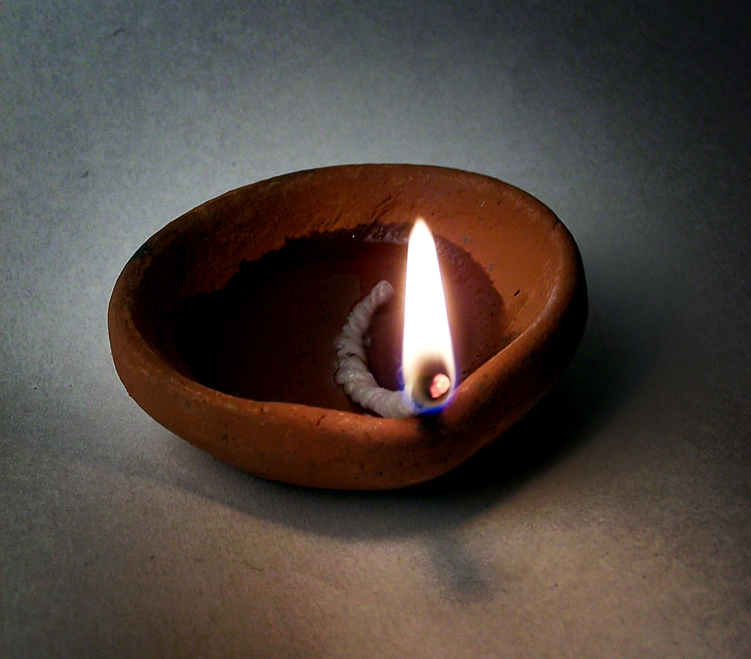
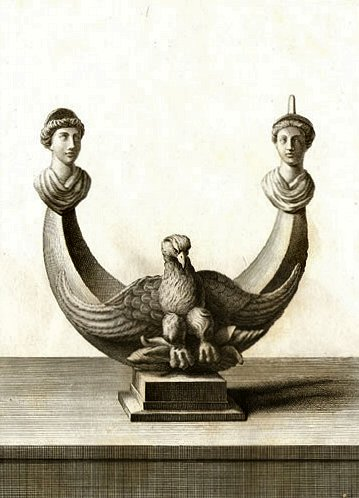
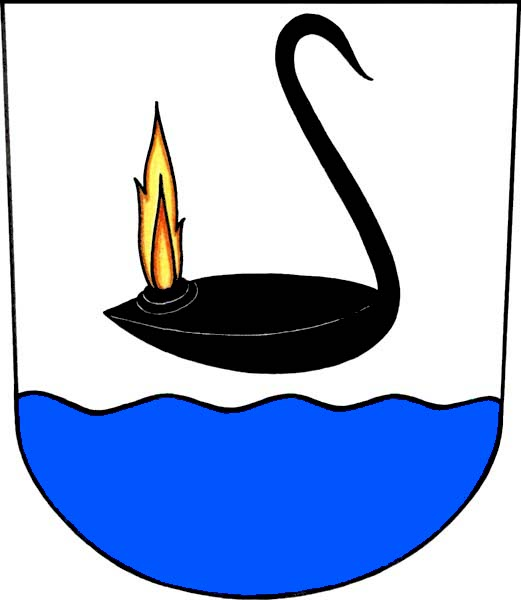